# Liste der Kulturdenkmale in Pohnsdorf
In der Liste der Kulturdenkmale in Pohnsdorf sind alle Kulturdenkmale der schleswig-holsteinischen Gemeinde Pohnsdorf (Kreis Plön) aufgelistet (Stand: 10. März 2025).

## Legende
In den Spalten befinden sich folgende Informationen:
- Objekt-ID: die Nummer des Kulturdenkmales
- Lage: die Adresse des Kulturdenkmales und die geographischen Koordinaten. Kartenansicht, um Koordinaten zu setzen. In der Kartenansicht sind Kulturdenkmale ohne Koordinaten mit einem roten Marker dargestellt und können in der Karte gesetzt werden. Kulturdenkmale ohne Bild sind mit einem blauen Marker gekennzeichnet, Kulturdenkmale mit Bild mit einem grünen Marker.
- Offizielle Bezeichnung: Bezeichnung des Kulturdenkmales
- Beschreibung: die Beschreibung des Kulturdenkmales
- Bild: ein Bild des Kulturdenkmales

## Sachgesamtheiten
| Objekt-ID      | Lage                                             | Offizielle Bezeichnung | Beschreibung | Bild |
| -------------- | ------------------------------------------------ | ---------------------- | --- | ---- |
| 40140 Wikidata | Dorfstraße 15 (54° 13′ 41″ N, 10° 13′ 39″ O)     | Hofanlage Wrigge       | Hofanlage Wrigge; auf 17. Jh. zurückgehend, 1839 u. Ende 19. Jh.; Wohn- und Wirtschaftsgebäude als Fachhallenhaus, aufwändig gestaltete Backsteinquerscheune - Begründung: geschichtlich, Kulturlandschaft prägend - Schutzumfang: Wohn- und Wirtschaftsgebäude, Scheune | BW   |
| 40143          | Tannenredder 4, 6 (54° 15′ 28″ N, 10° 11′ 33″ O) | Forsthof „Rönner Holz“ | Forsthof „Rönner Holz“; Ende 17. Jh.; Forsthof des Klosters Preetz zur Bewirtschaftung des „Rönner Geheges“, Ensemble aus Forsthaus, zwei Nebengebäuden, Lindenreihe und Pflasterung - Begründung: geschichtlich, städtebaulich, Kulturlandschaft prägend - Schutzumfang: Forsthaus mit Lindenreihe, Pflasterung, Nebengebäude 1 (Tannenredder 4), Nebengebäude 2 (Tannenredder 6) | BW   |
| 40146          | Waldweg 9 (54° 16′ 0″ N, 10° 13′ 16″ O)          | Hofanlage Neuwühren II | Hofanlage Neuwühren II; Anfang 20. Jh., 1921; dreiseitige Anlage, um einen Hof gruppiert das Wohn- und Wirtschaftsgebäude mit zwei Hoflinden, die Stallscheune und die Scheune - Begründung: geschichtlich, städtebaulich, Kulturlandschaft prägend - Schutzumfang: Wohn- und Wirtschaftsgebäude mit zwei Hoflinden, Stallscheune, Scheune                                         | BW   |

## Bauliche Anlagen
| Objekt-ID     | Lage                                                 | Offizielle Bezeichnung          | Beschreibung | Bild |
| ------------- | ---------------------------------------------------- | ------------------------------- | --- | ---- |
| 4900          | Dorfstraße 2 (54° 13′ 40″ N, 10° 13′ 31″ O)          | Wohn- und Wirtschaftsgebäude    | Wohn- und Wirtschaftsgebäude; 1920er Jahre; eingeschossiger traufständiger Backsteinbau mit Drempel und quererschlossenem Wirtschaftstrakt, hohes Schopfwalmdach mit Zwerchhaus über Toreinfahrt - Begründung: geschichtlich, städtebaulich, Kulturlandschaft prägend - Schutzumfang: gesamtes Objekt - Denkmaltyp: Bauliche Anlage                                      | BW   |
| 4902 Wikidata | Dorfstraße 15 (54° 13′ 41″ N, 10° 13′ 39″ O)         | Wohn- und Wirtschaftsgebäude    | Wohn- und Wirtschaftsgebäude; 1839; Fachhallenhaus ehem. mit Weichdeckung, dielenseitige Backsteinfront in Backstein mit korbbogiger Einfahrt wohl 1926, Raumstrukturen und Gefüge umfangreich erhalten - Begründung: geschichtlich, Kulturlandschaft prägend - Schutzumfang: gesamtes Objekt - Denkmaltyp: Bauliche Anlage, Sachgesamtheit: Hofanlage Wrigge            | BW   |
| 4904          | Preetzer Landstraße 8 (54° 13′ 56″ N, 10° 13′ 20″ O) | Wohn- und Wirtschaftsgebäude    | Wohn- und Wirtschaftsgebäude; 1920er Jahre; langgestreckter, eingeschossiger Backsteinbau in Traufenstellung mit hohem Schopfwalmdach und nach Westen angebautem Wohntrakt - Begründung: geschichtlich, Kulturlandschaft prägend - Schutzumfang: gesamtes Objekt - Denkmaltyp: Bauliche Anlage                                                                           | BW   |
| 4905          | Tannenredder 4 (54° 15′ 28″ N, 10° 11′ 33″ O)        | Forsthaus                       | Forsthaus; 1690; eingeschossiger reetgedeckter Fachwerkbau, nach Norden Vorderkübbungen und Walmdach mit Heckschur, nach Süden Steildach, mit Lindenreihe und Pflasterung - Begründung: geschichtlich, städtebaulich, Kulturlandschaft prägend - Schutzumfang: Forsthaus, Lindenreihe, Pflasterung - Denkmaltyp: Bauliche Anlage, Sachgesamtheit: Forsthof „Rönner Holz“ | BW   |
| 4898          | Waldweg 9 (54° 16′ 0″ N, 10° 13′ 18″ O)              | Wohn- und Wirtschaftsgebäude    | Wohn- und Wirtschaftsgebäude; 1921; eingeschossiger Backsteinbau mit drei übergiebelten Risaliten und hohem Schopfwalmdach, zwei Hoflinden - Begründung: geschichtlich, städtebaulich, Kulturlandschaft prägend - Schutzumfang: Wohn- und Wirtschaftsgebäude, zwei Hoflinden - Denkmaltyp: Bauliche Anlage, Sachgesamtheit: Hofanlage Neuwühren II                       | BW   |
| 4899          | Waldweg (54° 16′ 2″ N, 10° 13′ 10″ O)                | Waldkapelle „Zum ewigen Troste“ | Waldkapelle „Zum ewigen Troste“; 1882, 1953, 1973–78; kleiner, eingeschossiger Backsteinbau mit Satteldach und seitlichen Anbauten auf T-förmigem Grundriss, Glockenaufsatz, künstlerische Zutaten von Heinrich Basedow d.J. - Begründung: geschichtlich, künstlerisch, Kulturlandschaft prägend - Schutzumfang: gesamtes Objekt - Denkmaltyp: Bauliche Anlage           | BW   |

## Quelle
- Liste der Kulturdenkmale in Schleswig-Holstein – Kreis Plön (PDF)

- Karte mit allen Koordinaten:
- OSM |
- WikiMap